# Legion Waloński
Legion Waloński (niem. Wallonische Legion, fr. Légion Wallonie) – kolaboracyjna ochotnicza formacja wojskowa złożona z belgijskich Walonów w służbie III Rzeszy podczas II wojny światowej. Na bazie Legionu w 1941 powstał 373 batalion piechoty walońskiej w składzie niemieckiej 17 Armii w Grupie Armii Południe, a w 1943 – 28 Ochotnicza Dywizja Grenadierów Pancernych SS (1 walońska) „Wallonien”, podporządkowana operacyjnie najpierw 5 Dywizji Pancernej SS „Wiking” i w 1945 11 Armii Pancernej SS.

## Geneza
Utworzenie Legionu Walońskiego zainicjował przywódca ruchu reksistów Léon Degrelle. Był on zwolennikiem zachowania neutralności przez Belgię w przewidywanej kampanii wojennej Niemiec przeciwko Francji i po zajęciu Belgii przez wojska niemieckie w maju 1940 nie podjął początkowo współpracy z okupantami. Dopiero groźba rozbicia jedności terytorialnej Belgii w wyniku haseł wysuwanych przez popierane przez Niemców flamandzkie ugrupowanie separatystyczne pod nazwą Niemiecko-Flamandzki Związek Pracy (DeVlag) skłoniła go do zmiany stosunku do III Rzeszy.

## Formowanie Legionu
Po ataku wojsk niemieckich na ZSRR 22 czerwca 1941, L. Degrelle przedstawił pomysł sformowania walońskiej jednostki wojskowej do walki z Sowietami. Zamierzał w ten sposób przekonać Niemców do swoich haseł. Jednakże pod jego nieobecność, kiedy przywódca reksistów wyjechał do okupowanego Paryża, organizatorem formacji został z inicjatywy Niemców Fernand Rouleau, komendant bojówek reksistowskich Formations de Combat. Ich członkowie zasilili w przeważającej części formowaną jednostkę wojskową. Po powrocie L. Degrelle’a do Brukseli nie został on dopuszczony do odzyskania przywództwa politycznego nad nią, w związku z tym wstąpił do Legionu jako szeregowiec, gdyż wobec braku doświadczenia wojskowego nie mógł zostać oficerem, którym został po roku za zasługi na polu walki. 
Na początku lipca 1941 powstał Corps Franc Wallonie, przemianowany jeszcze w tym miesiącu na Légion Belge Wallonie. W tym samym miesiącu rozpoczął się wstępny nabór, który objął 1200 ludzi, wśród nich kilkunastu białych Rosjan z pierwszego i drugiego pokolenia emigrantów, Flamandów, Niemców i Francuzów. Formacja otrzymała ostatecznie nazwę Légion Wallonie. Pod koniec sierpnia weszła ona w skład Wehrmachtu jako 373 batalion piechoty walońskiej (Wallonische Infanterie Bataillon 373). Składał się on z czterech kompanii, liczył 869 żołnierzy i 19 oficerów (wśród nich białych Rosjan). Nosili oni niemieckie mundury wojskowe z tarczą w kolorach Belgii na ramieniu. Degrelle wymusił na Niemcach zgodę na włączenie w szeregi Legionu kapelana wojskowego, którym został ksiądz Georges Sales z parafii w Clervaux. Na czele Legionu stanął kpt. Georges Jacobs, emerytowany oficer b. belgijskich wojsk kolonialnych. Szkolenie wojskowe miało miejsce w obozie ćwiczebnym Regenwurmlager w Meseritz w Brandenburgii w okresie od września do października 1941. Walonowie złożyli tam przysięgę wojskową na wierność Adolfowi Hitlerowi.

## Działania wojenne
17 października 1941 utworzony w ramach Legionu 373 batalion piechoty Walonia został wysłany koleją przez Generalne Gubernatorstwo do Dniepropietrowska na okupowanej Ukrainie. 6 listopada wyruszył stamtąd marszem do Pawłogradu (28 listopada), Krasnoarmijskiego (8 grudnia) i Szczerbinówki, przybywając w wyznaczony rejon, gdzie został przydzielony do 101 Dywizji Piechoty Lekkiej. Do grudnia 1941 Legion brał udział w operacjach antypartyzanckich. W tym czasie niemieckie dowództwo nie traktowało poważnie jego wartości bojowej, uważając go za formację o charakterze raczej politycznym niż wojskowym i przydzielając mało istotne zadania. Broń ciężka została odebrana Walonom i przekazana niemieckim jednostkom frontowym, co doprowadziło jednostkę na skraj buntu. Rozkazem z 17 grudnia 1941 dowódcą 373 batalionu w miejsce odwołanego do Belgii Jacobsa został mianowany kpt. Pierre Pauly, zawodowy oficer dyplomowany b. armii belgijskiej, który dotarł do jednostki 30 grudnia. Do sztabu Legionu został przydzielony niemiecki oficer łącznikowy. 
W lutym 1942 formacja została podporządkowana niemieckiej 100 Dywizji Piechoty Lekkiej. W ciężkich zimowych warunkach toczyła zacięte walki z próbującymi przerwać linię frontu oddziałami Armii Czerwonej. Szczególnie ciężki charakter miały walki obronne o wieś Gromowaja Bałka w obwodzie donieckim na przełomie lutego i marca 1942. Po jej utracie Walonowie dom po domu odbili stracone pozycje. W wyniku walk liczebność Legionu została zredukowana o niemal 1/3 stanu początkowego, a z 22 oficerów pozostało dwóch. 1 marca po ponownym ustąpieniu z Gromowej Bałki i wycofaniu się na południowy zachód do Bezzabotowki Degrelle i Pauly zwrócili się za pośrednictwem dowódcy chorwackiego 369 Pułku Piechoty ppłk. Ivana Babicia z prośbą do dowódcy 100 Dywizji gen. Wernera Sannego o zgodę na wycofanie 373 batalionu, motywując to stratami wśród intelektualnej elity ruchu reksistowskiego. Po bitwie 33 żołnierzy Legionu zostało odznaczonych Krzyżem Żelaznym. 
W marcu 1942 dowództwo z rąk Pauly'ego przejął odznaczony po bitwie Żelaznym Krzyżem kpt. Georges Tchekoff (Gieorgij Czechow), biały Rosjanin, b. oficer rosyjskiej marynarki wojennej, awansowany następnie na majora, zaś na początku kwietnia – kpt. Lucien Lippert. Przybyły uzupełnienia z Belgii w postaci nowych ochotników reksistowskich, a białorosyjscy oficerowie Legionu sformowali z jeńców radzieckich Rosyjski Oddział Pomocniczy Legionu Walońskiego w sile kilku plutonów. W maju Degrelle awansował na stopień porucznika. Legion przydzielono wówczas niemieckiej 68 Dywizji Piechoty, zaś w czerwcu – do 97 Dywizji Strzelców Górskich. Od lipca Walonowie walczyli nad Donem, ponosząc duże straty. Za wspólne walki z dywizją górską weterani wehrmachtowskiego 373 batalionu walońskiego mieli prawo do noszenia odznaki wojsk górskich w postaci szarotki. Jesienią trafili na północny Kaukaz, gdzie ochraniali linie zaopatrzeniowe, uczestnicząc jedynie w niewielkich starciach. 
W grudniu 1942 legioniści zostali wycofani do Bawarii, gdzie dokonano reorganizacji i uzupełniono stany osobowe. W styczniu 1943 brali udział w wiecu w Pałacu Sportów w Brukseli celem propagowania swoich idei i nakłonienia nowych ochotników. W czerwcu 1943 utworzyli brygadę szturmową Walonia w sile ok. 1600 żołnierzy i zostali wcieleni do Waffen-SS. W październiku 1943 oficer wywiadu Inspektoratu Armii Krajowej Rzeszów ppor. Mieczysław Wałęga stwierdził obecność ciężkich czołgów Legionu Walońskiego z hiszpańską obsługą na poligonie SS Heidelager w Pustkowie pod Dębicą.
W listopadzie 1943 brygada znajdowała się na południowym froncie wschodnim w składzie 5 Dywizji Pancernej SS „Wiking”. Léon Degrelle nawiązał przyjaźń z jej dowódcą SS-Obergruppenführerem Felixem Steinerem, będąc pod wrażeniem etosu Waffen-SS. Brali udział w przebijaniu się z kotła czerkaskiego w lutym 1944. Po śmierci Lipperta dowództwo brygady przejął Degrelle. Z około dwóch tysięcy ludzi przybyłych w listopadzie 1943 nad Dniepr pozostało po wyjściu z kotła 18 lutego 1944 632 żołnierzy (straty bezpowrotne 35%). Procentowo były to największe straty poniesione przez jednostki walczące pod Czerkasami. 20 lutego 1944 Degrelle został odznaczony osobiście przez Hitlera Krzyżem Rycerskim, a jednostka wycofana z frontu celem ponownego uzupełnienia stanów osobowych i reorganizacji. W tym czasie brygada została przemianowana na 5 Brygadę Szturmową SS i przeszła reorganizację i szkolenie na poligonie Heidelager pod Dębicą.

## Końcowy okres działań
Na wyróżniający się w ciężkich walkach Legion Waloński zwrócił też uwagę reichsführer SS Heinrich Himmler. W rezultacie w październiku 1944 po udziale w obronie Dorpatu w składzie III Korpusu SS resztki brygady skierowano w okolice Hanoweru celem przeorganizowania w 28 Ochotniczą Dywizję Grenadierów Pancernych „Wallonien". Kadra została uzupełniona przez nabór nowych ochotników, w większości reksistów, a także Niemców. W grudniu 1944 jednostka została skierowana do odwodów na froncie zachodnim w czasie kontrofensywy w Ardenach.
30 stycznia 1945 dywizja uzupełniona do 4 tys. ludzi została przeniesiona w okolice Stargardu i podporządkowana III Korpusowi Pancernemu SS w składzie 11 Armii. W lutym 1945 w czasie operacji zaczepnej 11 Armii na Pomorzu Zachodnim dywizja podlegała dowództwu XXXIX Korpusu Pancernego. W marcu 1945 podczas walk w okolicy Szczecin-Dąbie w składzie 3 Armii Pancernej liczebność dywizji Walonia spadła do 1200 ludzi, a w kwietniu podczas obrony linii Odry dywizja liczyła ok. 700. W maju 1945 resztki dywizji skapitulowały w Szlezwiku-Holsztynie i Brandenburgii.
Podczas walk od 1941 do 1945 z sześciu tysięcy ochotników poległo 2500, 83% zostało rannych jedno- bądź wielokrotnie. Z ośmiuset pierwszych ochotników z 1941 zaledwie trzech przeżyło do końca wojny.

## Skład organizacyjny
- Dowódca – kpt. Georges Jacobs (do stycznia 1942 r.), kpt. dypl. Pierre Pauly (do marca 1942 r.), kpt. Georges Tchekoff (do kwietnia 1942 r.), kpt. Lucien Lippert
- 1 kompania – d-ca kpt. Albert van Damme
- 2 kompania – d-ca kpt. Willy Heyvaert
- 3 kompania – d-ca kpt. Georges Tchekoff
- 4 kompania – d-ca kpt. René Duprés (do śmierci 1 grudnia 1941 r.), baron kpt. Robert Sloet d'Oldruitenborgh

## Rewizjonizm
Obrońcy Legionu Walońskiego twierdzą, że nie jest on odpowiedzialny za popełnienie żadnych zbrodni wojennych. Twierdzą też, że Walonowie nie wiedzieli o zbrodniach popełnianych przez Niemców i uważali swoją walkę w Legionie za antykomunistyczną krucjatę przeciwko bolszewizmowi, nie zaś za szerzenie ideologii nazistowskiej. Operacje przeciwpartyzanckie w listopadzie–grudniu 1942 na okupowanych terenach ZSRR traktowali jako zwalczanie band zbrojnych walczących niezgodnie z prawem wojennym.